# Six Four
Six Four är en brittisk kriminaldramaserie som hade premiär på ITV den 30 mars 2023. Serien som består av fyra avsnitt är baserad på  Hideo Yokoyams roman.

## Handling
Serien kretsar kring polisen Chris O'Neill och hans fru Michelle, som jobbat som polis undercover. De bor i Glasgow och har en tonårsdotter som har försvunnit. Samtidigt som de söker efter henne tittar Chris på ett gammalt fall med en annan försvunnen kvinna.

## Rollista (i urval)
- Kevin McKidd - Chris O'Neill
- Vinette Robinson - Michelle O'Neill
- Selin Hizli - Samantha Wishart
- Alex Ferns - Gordon Byrne
- James Cosmo - Jim Mackie
- Andrew Whipp - Phillip O'Neill
- Brian McCardie - Bill Martin
- Richard Coyle - Robert Wallace
- Toby Stephens - Piers Fields-Turner